# お座敷列車 (新潟鉄道管理局)
お座敷列車（おざしきれっしゃ）は、日本国有鉄道（国鉄）が1981年（昭和56年）に改造製作した鉄道車両（和式客車）で、ジョイフルトレインと呼ばれる車両の一種である。1987年（昭和62年）4月の国鉄分割民営化以降は東日本旅客鉄道（JR東日本）に継承され、2002年（平成14年）まで保有していた。

## 概要
1981年、国鉄新潟鉄道管理局が大宮工場で12系客車を改造して投入した和式客車（お座敷客車）である。門司鉄道管理局（通称「海編成」）、東京北鉄道管理局（後の「なごやか」）に続く3本目の12系改造の和式客車である。
各車に新潟局管内の山にちなんだ愛称が付けられたが、編成自体の愛称は特に付けられなかった。鉄道ファンなどからは国鉄末期から配置されていた上沼垂運転区の略号にちなみ「カヌ座」の通称で呼ばれていた。
改造当初は6両編成であったが、1985年（昭和60年）に新津工場で改造した欧風車両「サロン佐渡」を編成中間に組み込み7両編成となった。

## 編成
「サロン佐渡」組み込み後の編成。いずれも12系客車より改造されており、両端の車両はスロフ12形800番台、中間の車両はオロ12形800番台、「サロン佐渡」はオロ12形700番台である。全車両がグリーン車扱いである。
以下「」内は車両の愛称、（ ）内は旧番号。
- 1号車：スロフ12 805「妙高」（スハフ12 70） - 定員44名
- 2号車：オロ12 809「米山」（オハ12 236） - 定員46名
- 3号車：オロ12 810「八海」（オハ12 235） - 定員46名
- 4号車：オロ12 706「サロン佐渡」（オハ12 36） - 定員27名
- 5号車：オロ12 811「弥彦」（オハ12 237） - 定員46名
- 6号車：オロ12 812「飯豊」（オハ12 238） - 定員46名
- 7号車：スロフ12 806「月山」（スハフ12 48） - 定員44名

## 構造

### スロフ12形・オロ12形800番台
基本構成は「なごやか」に準じている。スロフ12形ではトイレ側（前位）のドアがふさがれ、貫通扉にヘッドマークが設置されている。オロ12形ではトイレと反対側（後位）のドアがそれぞれ塞がれている。このため各車とも出入口扉は片側1か所となった。外部塗装は変更されなかった。
車内は畳敷きの和室となっている。

### オロ12 706「サロン佐渡」
オロ12形800番台と同様、トイレと反対側のドアがふさがれている。側面窓はすべて固定窓となり、窓下に帯が1本追加された。

## 運用
新潟運転所に配置され、主に新潟地区の団体臨時列車として運用されていた。1985年にオロ12 706「サロン佐渡」を組み込み、その後、上沼垂運転区に移りJR東日本に承継された。
1988年（昭和63年）9月に外部塗装が白地にオレンジの濃淡2色のストライプに塗り替えられ、4号車「サロン佐渡」と3号車「八海」の連結順序を入れ替え、4号車と5号車の間で分割可能として、4両または3両でも運用できるようにした。その際、オロ12 811およびオロ12 812の妻面に尾灯が設置されている。
1996年（平成8年）には、深緑色地に窓上と窓下に金色の帯を配した塗装に塗り替えられた。
1999年（平成11年）には、「サロンエクスプレス東京」が「ゆとり」に改造された際に、改造対象から外れ編成から抜き取られたオロ14 702が転入し、2両目の「サロン佐渡」として組み込まれ、8両編成となった。
2001年（平成13年）にはオロ12 706以外の7両が普通車に用途変更となった。「ロ」を「ハ」に変更し、番号に1000を加えてスロフ12 805・806 → スハフ12 1805・1806、オロ12 809 - 812 → オハ12 1809 - 1812、オロ14 702 → オハ14 1702となった。
用途変更の対象から外れたオロ12 706は同年内に廃車となり、他の7両も2002年2月3日のさよなら運転をもって運用を終了、廃車となった。